# Arbër Abilaliaj
Arbër Abilaliaj, född 6 juni 1986 i Vlora i Albanien, är en albansk fotbollsspelare som spelar för Flamurtari Vlorë.
Abilaliaj spelade inledningsvis i klubben Flamurtari Vlorë. Han spelade där under ett år innan han flyttade över till andra klubbar. Efter 9 år, den 26 augusti 2013, återkom han till sin barndomsklubb Flamurtari Vlorë. Han fick sin debut för klubben den 6 november i en 2-0-seger över FK Gramshi i en kuppmatch. I sin ligadebut för klubben, fyra dagar senare, gjorde han segermålet 4-3 mot FK Lushnja i 91-minuten.
I kvalifikationsmatcherna till EM 2008 var Abilaliaj en del av Albaniens landslag, men han fick dock inte debut för landslaget.